# Liste der Stolpersteine in Vercelli
Die Liste der Stolpersteine in Vercelli enthält die Stolpersteine in der italienischen Stadt Vercelli, die an das Schicksal der Menschen aus dieser Stadt erinnern, die von den Nationalsozialisten ermordet, deportiert, vertrieben oder in den Suizid getrieben wurden. Die Stolpersteine (italienisch pietre d’inciampo) wurden von Gunter Demnig verlegt.
Die Stolpersteine liegen im Regelfall vor dem letzten selbstgewählten Wohnort des Opfers. Die erste Verlegung in Vercelli fand am 27. Januar 2023 statt.

## Verlegte Stolpersteine
In Vercelli wurden sieben Stolpersteine an vier Adressen verlegt.
| Stolperstein | Inschrift | Verlegeort                 | Name, Leben |
| ------------ | --- | -------------------------- | --- |
|              | HIER WOHNTE ADELE CARMI GEBOREN 1877 VERHAFTET 1943 DEPORTIERT AUSCHWITZ ERMORDET 6.2.1944                          | Via Morosone, 19 ·         | Adele Carmi (1877–1944) |
|              | HIER WOHNTE ANNETTA JONA GEBOREN 1881 VERHAFTET 29.7.1944 DEPORTIERT AUSCHWITZ ERMORDET 28.10.1944                  | Piazza Massimo D'Azeglio · | Annetta Jona (1881–1944) |
|              | HIER WOHNTE ENRICHETTA JONA GEBOREN 1919 VERHAFTET 11.5.1944 DEPORTIERT AUSCHWITZ GESTORBEN 9.5.1945 THERESIENSTADT | Via Emanuele Foà, 58 ·     | Enrichetta Jona geboren am 9. Oktober 1919 in Vercelli. Sie war die Tochter von Felice Jona und Regina Segre und arbeitete vor ihrer Verhaftung als Grundschullehrerin. Nach Zwischenstationen landete sie mit ihren Eltern im Durchgangslager Fossoli und wurde am 26. Juni 1944 mit einem Sammeltransport nach Auschwitz deportiert, wo sie vier Tage später am 30. Juni 1944 anlangte. Sie entging zunächst der Selektion und wurde nach Theresienstadt verlegt. Dort starb sie nach der Befreiung des Lagers an Erschöpfung. |
|              | HIER WOHNTE FELICE JONA GEBOREN 1878 VERHAFTET 11.5.1944 DEPORTIERT AUSCHWITZ ERMORDET 30.6.1944                    | Via Emanuele Foà, 58       | Felice Jona geboren am 20. April 1878 in Vercelli. Der Stoffhändler heiratete am 9. September 1914 Regina Segre. 1919 wurde ihre Tochter Enrichetta geboren. Felice Jona wurde zusammen mit seiner Frau und seiner Tochter verhaftet. Die Familie wurde zunächst in ein Sammellager bei Vercelli und dann in das Durchgangslager Fossoli gebracht und schließlich am 26. Juni 1944 nach Auschwitz deportiert. Nach der Ankunft in Auschwitz am 30. Juni 1944 wurde er umgehend in die Gaskammer geschickt. |
|              | HIER WOHNTE REGINA JONA SEGRE GEBOREN 1889 VERHAFTET 11.5.1944 DEPORTIERT AUSCHWITZ ERMORDET                        | Via Emanuele Foà, 58       | Regina Jona Segre geboren am 13. Juli 1889 in Casale Monferrato. Sie war seit 1914 mit Felice Jona verheiratet und teilte zunächst das Schicksal der Familie. Nach ihrer Ankunft in Auschwitz am 30. Juni 1944 wurde sie dort zu einem unbekannten Zeitpunkt ermordet. |
|              | HIER WOHNTE GIUSEPPE EMANUELE LEBLIS GEBOREN 1873 VERHAFTET 20.12.1943 DEPORTIERT AUSCHWITZ ERMORDET 6.2.1944       | Via Monte di Pietà ·       | Giuseppe Emanuele Leblis geboren am 25. Juli 1873 in Vercelli. Der als Ingenieur und Lehrer tätige Leblis war Vorsitzender der Jüdischen Gemeinde in Vercelli. Nach der deutschen Besetzung Italiens am 8. September 1943 flüchtete er in das Susatal nach Mocchie, einem Ortsteil der Gemeinde Condove. Dort wurde er am 20. Dezember 1943 verhaftet und in das Gefängnis nach Turin gebracht. Vor seiner Verhaftung organisierte er die Flucht von italienischen und ausländischen Juden über die DELASEM. Anschließend landete er im San-Vittore-Gefängnis im Mailand, das als Sammellager diente. Giuseppe Emanuele Leblis wurde am 30. Januar 1944 vom Bahnhof Milano Centrale zusammen mit weiteren 704 jüdischen Gefangenen, darunter Liliana Segre, ins KZ Auschwitz-Birkenau deportiert. Nach der Ankunft in Auschwitz-Birkenau am 6. Februar 1944 wurde er zusammen mit weiteren 476 Deportierten umgehend in die Gaskammer geschickt. |
|              | HIER WOHNTE DELIA SEGRE MARONI GEBOREN 1891 VERHAFTET 27.9.1943 DEPORTIERT 1943 AUSCHWITZ ERMORDET                  | Via Morosone, 19           | Delia Segre Maroni (1891–1943/45) |

## Verlegedatum
- 27. Januar 2023: Via Emanuele Foà 58, Via Monte di Pietà
- 9. November 2023: Piazza Massimo D'Azeglio, Via Morosone 19